# Josée Yvon
Josée Yvon (31 mars 1950 - 12 juin 1994) est une poète, dramaturge, scénariste, critique littéraire et romancière canadienne. Image phare d’un féminisme radical et de la contre-culture des années 1970 et 1980, elle a marqué son époque.

## Biographie
Née le 31 mars 1950 dans le Faubourg à m'lasse, quartier Centre-Sud à Montréal, elle est la fille de Fernand Yvon et de Marie-Paule Dulude.
Enfant hyperdouée, à l’âge de trois ans, elle apprend à écrire toute seule en recopiant les lettres des magazines. Elle passe son enfance à Cartierville et fait son école primaire à l’École Sainte-Odile. Son père l’emmène chaque samedi à la bibliothèque parce qu’elle adore lire, allant jusqu'à lire un livre par jour.
À quatorze ans, elle travaille dans un Woolworth's puis elle commence des études classiques au Collège Sainte-Marie, où les filles ont été admises à l'automne 1966. Elle connaît ses débuts en écriture pendant qu’elle étudie au collège. Elle participe alors à la rédaction du journal du collège et, tous les ans, elle écrit la pièce de théâtre qui est jouée par les élèves en fin d’année scolaire. À cette époque, elle lit la revue politique et culturelle québécoise de gauche Parti pris ; elle va y découvrir le roman Le Cassé de Jacques Renaud. Elle apprend l’allemand pour pouvoir lire Bertold Brecht dans le texte.
En 1969, après ses études classiques, elle entre en lettre, à l’Université du Québec à Montréal (UQAM) puis va bifurquer en théâtre, trouvant la littérature enseignée sclérosée, comparé au théâtre qu'elle trouve plus vivant. Pendant ses études, elle va occuper un poste de danseuse la nuit et étudier le jour,. La même année, elle participe au Prix des jeunes auteurs de la Nouvelle Compagnie théâtrale et du Centre d’essai des auteurs dramatiques et elle le remporte pour sa pièce inédite L’Invention. Pendant son baccalauréat, Josée Yvon continue à vivre de petits boulots pour payer ses études: « barmaid, danseuse, mannequin, ballerine, comédienne, recherchiste-scénariste pour Radio-Québec dans le cadre des Services des Moyens techniques d’enseignement (S.M.T.E.) ». Elle est un des membres fondateurs, régisseur et scénariste du Théâtre sans fil (marionnettes géantes) en 1971. Elle écrit pour cette troupe avec Jacques Berthiaume et Jean-Marc Rochon la pièce Hé Zop. En 1971, elle décroche un rôle dans le film Montréal Blues, avec le Grand Cirque ordinaire et la même année elle écrit la pièce de théâtre Les termites/Insectes. Avec son implication dans le Théâtre sans Fil et le Grand Cirque ordinaire, elle se positionne dans la contre-culture québécoise.
Elle obtient son baccalauréat spécialisé en art dramatique de l’UQAM en 1971, puis elle se rend en Allemagne et commence une maîtrise sur l’auteur communiste Bertolt Brecht au en:Düsseldorfer Schauspielhaus tout en travaillant comme serveuse. Elle ne termine pas sa maîtrise (p. 17-18), mais son séjour dans ce pays lui permet de se rapprocher des pensées de la gauche allemande, dont celle de la Fraction armée rouge, une organisation terroriste d’extrême gauche. Elle retourne à Montréal après six mois en Allemagne, et elle vit de jobs qu’elle réussit à trouver pour survivre : scénariste occasionnelle pour Radio-Québec, régisseur pour Radio-Canada, serveuse, traductrice à la pige,. Elle travaille aussi au Grand Cirque ordinaire pour les pièces de théâtre dont L’opéra des pauvres,; c’est à ce moment-là qu’elle est surnommée la « fée des étoiles » parce que, en plus d’être régisseur, elle est éclairagiste pour cette troupe et elle conservera ce surnom jusqu’à la fin de ses jours. Elle signera même « Josée fée des étoiles Yvon » une lettre ouverte à la défense du Grand Cirque ordinaire, en 1973 dans le journal La Presse. Elle habite déjà le Centre-Sud de Montréal  — quartier difficile qu’elle connaît bien et où elle vivra jusqu’à sa mort  — qui deviendra sa toile de fond pour les histoires qu’elle écrira.
Le moment déterminant de la vie de Josée Yvon se passe en juillet 1972 : c’est le début de sa relation amoureuse avec le poète Denis Vanier, rencontre qui modifiera en profondeur leurs vies. Ils deviennent « … inséparables, enfants terribles violents, constamment sous influence». Ils se nomment eux-mêmes les « Bonnie & Clyde de la poésie». Josée Yvon devient la muse de Vanier et déjà en 1972, elle apparaît dans Lesbiennes d’acid de Vanier où l’auteur y évoque « leurs déboires communs découlant d’une arrestation policière musclée, alors qu’ils furent tous deux arrêtés pour possession de 100 livres de marijuana». À la suite de cette rencontre, Denis Vanier et Josée Yvon commencent à écrire à quatre mains. En 1973, toujours plongée au cœur de la contre-culture, elle participe à la VVF (la Vraie Fanfare Fuckée), une troupe de théâtre underground. Dès 1974, elle quitte graduellement le milieu du théâtre pour se consacrer à temps plein à l’écriture. Elle dit : « Tous les instants que je vis en dehors de la maison, qui est le havre de lecture et d’écriture, sont des instants d’injustices. Je le vois partout. C’est pourquoi j’ai coupé la communication avec le monde du spectacle pour écrire et décalquer ce qui se passe».
En février 1974, elle commence à publier ses poèmes et elle cosigne avec Vanier son tout premier texte Nouvelles de l’Est dans la revue Hobo-Québec,.Toujours la même année, elle signe la postface du livre de Vanier Le clitoris de la fée des étoiles. Ce recueil jugé obscène par les critiques littéraires à sa parution présente une dizaine de photos de Josée Yvon nue, avec des plans rapprochés de ses organes génitaux. Toujours en 1974, elle co-scénarise avec Vanier, le film Denis Vanier présente son show de monstres, elle est même photographe de plateau à cette occasion. L’année 1975 est une année marquante pour Josée Yvon. Tout d’abord, en avril, elle participe, au spectacle de clôture de la Rencontre internationale de la contre-culture à Montréal. C’est vraisemblablement sa première apparition publique sur une scène, et elle lit Lapsus linguae, un texte qu’elle a coécrit avec Denis Vanier. Ensuite, à l’automne, elle publie La poche des autres — un texte majeur pour sa carrière — dans la revue La Barre du jour, et déjà, dans ce texte elle fait apparaître des femmes marginales dont les prostituées. C’est au cours de cette année-là qu’elle « se taille enfin une place en tant qu’intellectuelle».
Dès avril 1976, elle commence à faire des critiques littéraires à Mainmise  —  ce qu’elle faisait déjà pour la revue Hobo-Québec  — et le fera jusqu’en 1978. Toujours en 1976, en juin, elle publie son premier recueil de poésie Filles-commandos bandées, une histoire de femmes mal tournées. Ce livre l’affirme comme une auteure majeure du courant de poésie québécoise des années 1970, marquée par la Beat Generation qui se développe autour des Herbes rouges. Le mois suivant, lors du spectacle de clôture du Solstice de la poésie québécoise, au Parc La Fontaine, « imbibée », elle lit un texte où elle dénonce le mauvais sort réservé aux classes populaires et aux filles de mauvaises réputations. La même année, elle publie un de ses poèmes dans la revue californienne Beatitude, et son nom et certains de ses textes apparaissent dans le livre américain New Poets: women; an anthology. L’année suivante, elle publie La Chienne de l’hôtel Tropicana, où elle décrit un univers de drogues et de sexes, milieu où transsexuels, prostitués et travestis se rencontrent. C’est un milieu qu’elle connaît bien parce qu’elle vit dans la marginalité, qu’elle habite le même quartier que ses personnages, qu’elle fréquente tous ces gens, qu’elle traîne avec eux sur la Main, qu’elle flâne dans le Red Light, qu’elle consomme les mêmes choses qu’eux. Ces gens qu’elle côtoie se transforment en matière à poésie et à récit pour elle. Sa vie quotidienne se dessine comme suit : elle côtoie les « poqués » de la rue Saint-Laurent, « bière sur bière du matin au soir, dope, tavernes, bars de danseuses, passage d’un taudis à l’autre : voilà donc ce qu’elle a gagné dans sa défection du minuscule quotidien. Aller au boutte de soi-même ! ». En 1977, elle obtient une bourse du Conseil des Arts qui lui permet de se rendre en Californie pour rencontrer des écrivains féministes-lesbiennes.
Au cours des années soixante-dix, elle enseigne la littérature au cégep de Rosemont (1978), au collège de Bois-de-Boulogne et au Collège Édouard-Montpetit. Elle collaborera pendant plusieurs années à moult revues et magazines au Québec (Hobo-Québec, Mainmise, La Barre du jour, Cul-Q, Le Berdache, Moebius, Sortie, etc.) et à l’étranger (Sorcières/France, Jungle/France, Le point d’ironie/Allemagne, Mensuel 25/Belgique, Lieutenant Murnau/Italie, Beatitude/États-Unis, etc.) (voir la liste plus loin). Une de ses participations importantes à une revue est celle dans Sorcières (Paris), en 1978, où elle apparaît dans un numéro spécial conçu et écrit par des femmes québécoises ; son poème Elle s’exprimait comme une usine en sang prend place aux côtés de ceux de Nicole Brossard, Denise Boucher, Janou Saint-Denis, Marie Savard, etc. Le 5 juin 1978, elle participe, avec quelques autres poètes, à la première d’une série de six émissions à la radio de Radio-Canada intitulée L’État actuel de la poésie. Le même mois, elle fait partie de la Nuit de la Saint-Jean au défunt Conventum. Dans le documentaire réalisé par Serge et Jean Gagné À vos risques et périls, un film de montage sur la contre-culture, elle apparaît aux côtés de poètes et artistes célèbres tels Patrick Straram, Paul Chamberland, Armand Vaillancourt, Claude Jutra, Claude Péloquin, Denis Vanier, etc..
En 1980, elle participe à Nuit de la poésie avec, entre autres, Gaston Miron, Michel Garneau, Gilbert Langevin, Claude Beausoleil, Lucien Francoeur, Denis Vanier. De fait, au tournant des années 80, la poète se tourne progressivement vers une écriture se rapprochant plus du roman, mélangeant poème et trame narrative et elle publie l’ouvrage en prose Travesties-Kamizaze (1980) où elle raconte la vie des gens sans poser de jugement. Dans ce livre, elle lance un avertissement en début de publication : « Toutes les situations et personnages décrits dans ce livre ne font aucunement partie de la fiction et toute ressemblance avec des personnes vivantes ou mortes ou des lieux réels est voulue et écrite pour les représenter. Quiconque se reconnaîtrait dans un des passages suivants a raison de le croire ». À cette période, bon an mal an, elle fait environ huit lectures publiques par année. En 1981, elle inaugure, avec Kérophilie coécrit avec Denis Vanier, la collection « Radar » des Écrits des Forges en même temps que le fait Barbare inouï de Gatien Lapointe.
Danseuses-mamelouk paraît en 1982. Ce livre regroupe Filles-commandos bandées, La chienne de l’Hôtel Tropicana et un nouveau texte, Les Androgynes noires. Josée Yvon est en début de trentaine et elle avoue : « La prostituée, la transsexuelle, l’aliénée, l’infante, la terroriste, toutes amoureuses, voilà des danseuses sur la corde raide du vécu ». En novembre de la même année, elle participe au Salon du livre de Montréal et elle le fera sporadiquement dans les années qui suivront. En 1983, la revue La nouvelle barre du jour publie cinq poèmes de Josée Yvon : Pavane pour une infante défunte (Ravel), Sauvages naïves, Bootleg she, Les couleurs du Malborough Man et La fille non-laide (à Anne Hébert). Elle décroche, pour l’année 1983-1984, une bourse de Création littéraire du Conseil des arts du Canada et en avril 1984, elle est présente dans le premier numéro de la revue Dixit. En juillet de la même année, elle reçoit la Bourse du Québec du ministère des Affaires culturelles pour rédiger un livre dont le titre provisoire est Fugitives maîtresses, livre qui deviendra éventuellement Maîtresses-Cherokees. Toujours la même année, paraît L’âme/défigurée, l’avant-dernier livre qu’elle écrit avec Vanier : Vanier écrit la partie L’âme et Yvon la partie Défigurée.
Dans sa vie personnelle, elle consomme énormément et elle sombre de plus en plus dans l’alcool, la drogue et devient « la légende de la guerrière ivre et junkie » comme si elle était dans un processus d’autodestruction rapide. En plus de collaborer à de nombreuses revues, en mai 1985, elle participe au Festival de poésie urbaine de Montréal aux Foufounes électriques, avec, entre autres, Claude Beausoleil, Janou Saint-Denis, Denis Vanier, Karl Jirgens (écrivain et éditeur). L’année suivante paraît Maîtresses-Cherokees, un récit provocant, de destruction qui s’ouvre par un meurtre. Au lancement de ce livre, la salle est pleine de danseuses, de junkies qui sont ses amis. Paraît aussi Filles-missiles, ce qui fait que, en avril 1986, au Salon international du livre de Québec, elle a des livres à deux stands : celui des Écrits des Forges pour Filles-missiles et celui de VLB pour Maîtresses-Cherokees. En octobre 1987, lors de la Rencontre internationale Jack Kérouac à Québec, elle fait partie des nombreux participants venus d’Europe, d’Amérique du Nord avec, entre autres, Allen Ginsberg, William Burroughs, Lawrence Ferlinghetti, Denis Vanier, Marcel Deschamps, Patrick Straram, Raoul Duguay et Plume Latraverse, etc.. Elle y lit son texte Slab bacon comme à Lowell ou la sexualité de Jack Kérouac. La même année, le livre Travaux pratiques, coécrit par Denis Vanier et Josée Yvon paraît. C’est un document non-poétique et c’est le dernier ouvrage que les deux auteurs vont publier ensemble.
La santé de Josée Yvon se dégrade. « Gavée de médicaments et d’héroïne», elle continue néanmoins à écrire et elle publie, en 1988, son poème Dieu tous les jours à la fenêtre avec son amant ou Attention aux anges tombés dans la revue Rampike de Toronto. En avril 1990, elle fait paraître le récit Les laides otages qu’elle dédicace ainsi : « à mon ami Bill (Burroughs), à Janet Kerouac, et Jack Micheline pour le traveling-écriture américain, et à Gena Rowlings (Une femme sous influence et toutes les mortes-vivantes) ». Elle dit au journaliste Jean Basile : « Il se trouve que, comme écrivaine, je m’intéresse aux marges de la société. Comme femme, je m’interroge sur les femmes déchues, comme on dit, et que je vois, moi, comme des « laides otages » justement. 1990, c'est aussi l’année où Josée Yvon est déclarée séropositive, et où, après 18 ans de vie de couple, Vanier et Yvon se séparent. Le 15 décembre 1990, Josée Yvon participe à la Nuit de la poésie intitulée Décadence. L’année suivante, elle reçoit de nouveau une bourse du Conseil des arts du Canada pour Soutien à la création littéraire et en mars, elle participe à la Nuit de la poésie 1991. Lors de cet événement, elle apparaît comme une « véritable Janis Joplin de la nuit, incarnation si entière des années 70 : révoltée, paquetée, gelée, sans compromis, s’emmêlant tour à tour péniblement et joyeusement dans son texte ». Malgré sa maladie, elle continue ses lectures publiques et ses participations à différentes revues (Estuaire, Moebius, etc.). En 1992, la revue Gaz moutarde, publie dans son 15e numéro, le texte Héroïne de Josée Yvon. La même année, elle fait paraître son dernier récit La cobaye, livre dans lequel « des univers chaotiques où les sexualités minoritaires, les violences extrêmes et l’usage de drogues s’inscrivent parfaitement dans la mouvance contre-culturelle ».
De plus en plus malade à cause du sida, quasiment aveugle, faible, paralysée, elle continue à écrire. Elle entreprend un manuscrit sur la cécité intitulé Manon la nuit, manuscrit qui restera inachevé. Dans les derniers jours de sa vie, elle est placée à la maison Dehon, résidence pour sidéen en phase terminale sur le boulevard Gouin. Elle décède dans cette résidence le 12 juin 1994 à l’âge de quarante-quatre ans. Son ancien compagnon, Denis Vanier, dit qu’au moment de son décès : « Elle était d’une lucidité implacable, incroyable, presque épeurante, comme elle a été toute sa vie. Je n’ai jamais vu une personne, un écrivain lucide comme elle. C’est tout ce que j’ai à dire ». D’autres diront : « Elle est passée de jeune fille blonde frêle pour arriver à cette femme sans âge, toute déformée, grassette, tatouée à une époque où ce n’était pas de mise, et mourir très jeune » ou encore « la marginale, la rockeuse au tigre tatoué, la subversive, la dérangeante, est morte à 44 ans… »
Jamais Josée Yvon n’a reçu de prix pour ses livres.
Josée Yvon a vendu ses archives à Bibliothèque et Archives nationales du Québec peu avant son décès en 1994. En 1997, François et Martin Yvon ont complété ce fonds avec d’autres documents. Le fonds Josée Yvon est précieusement conservé au centre d’archives de Montréal.

## Écriture

### Personnages
Pendant ses études, Josée Yvon, par ses emplois de serveuse, barmaid et danseuse, était entrée en contact avec des filles des milieux défavorisés. Ces femmes méprisées par les bien-pensants deviennent l’inspiration pour ses livres. Les personnages de Josée Yvon sont donc ceux qui sont en marge de la société, ceux qui sont bafoués ou oubliés, ceux qu’elle côtoie quotidiennement, ceux dont elle est si proche, ceux qui vivent la nuit dans son quartier Centre-Sud. C’est la faune de la « Main » (rue Saint-Laurent). Elle donne une voix à ces exclus de la société : prostituées, junkies, gogo-boys, homosexuels, toxicomanes, transgenres ou travestis, etc. Tous ces gens l’entourent et Josée Yvon s’en inspire pour pratiquer une sorte d’écriture « tabou » qui traite de sous-prolétariat. Elle dit : « Je leur prête une voix dans un style qui est difficile, certes, mais qui me paraît leur convenir ».
La description de la marginalité a une place majeure dans son œuvre. Dans son écriture violente, elle dénonce également l’oppression sociale à travers des images violentes comme le meurtre, les médicaments ou le viol. Les mots qui apparaissent dans le titre de ses oeuvres comme kamikaze, commandos et missiles témoignent de sa révolte.

### Influences
Son travail revendique l’influence de la littérature américaine lesbienne et révolutionnaire. Josée Yvon s’associe aussi à la pensée de la Beat Generation : c’est pourquoi elle est allée en Californie pour rencontrer la fille de Jack Kérouac, Janet, pour parler avec Jack Micheline un peintre et poète américain underground et aussi pour rencontrer William Burroughs, une des premières figures de la Beat generation.
Vaillante représentante de la contre-culture québécoise, elle a flirté avec les groupes artistiques marginaux comme la Vraie Fanfare Fuckée (1973-1974) et Grand Cirque Ordinaire (1971-1973) et elle a publié dans plusieurs revues militantes de gauche avec le but avoué de renverser l’ordre établi et de chambouler les choses parce qu’elle ne conçoit pas une oeuvre, un livre, un récit, poésie qui n’invitent pas au changement et qui n’a pas de portée sociale.

### Style
Elle est une des premières à mêler différentes modes littéraires : fragments de récits, des collages, des poèmes, la langue de la rue, le trash, des mots anglais qui jouxtent des mots français, la prose coupée de poésie, la provocation. Bien qu’elle ait vécu une vie modeste à l’image des gens paumés, drogués, exclus dont elle a raconté la vie, Josée Yvon était issue d’un milieu confortable, elle avait énormément lu, elle avait un baccalauréat et avait même commencé des études de second cycle à Düsseldorf, ce qui lui donnait le bagage et les mots pour décrire clairement la vie de ces gens.
Le célèbre poète Jean-Paul Daoust qui l’a connue déclare ceci : « Sa vie est indissociable de son travail… elle donnait des mots aux femmes marginales qu’elle rencontrait, mais elle avait surtout le souci de transcrire le plus fidèlement possible leur vécu. Et ce, dans une écriture remplie de tendresse et de passion, sans jugements. »

## Œuvre
Les informations ci-dessous proviennent principalement de: Bibliothèque et Archives Canada, Bibliothèque et archives nationales du Québec, Île (infocentre littéraire québécois), fonds Josée Yvon (BAnQ).

### Poésie
- 1976 : Filles-commandos bandées, Montréal : Les Herbes rouges, coll. "Les Herbes rouges", 1976, 40 p. ; note(s) : poèmes  (ISBN 9791095244318).
- 1983 : Gogo-boy, avec une composition originale de Marie Vigneault, Montréal : Éditions d’Orphée et Éditions des Ateliers Guillaume, 1983, note(s) : se trouve aussi dans Koréphilie.
- 1986 : Filles-missiles, Trois-Rivières : Écrits des forges, coll. « Les rouges-gorges », 1986, 72 p.  (ISBN 2890460843) (br.).
- 1982 : Héroïne, Montréal : éditions Gaz Moutarde, coll. « Admiral 69 », no. 15, 1992, 60 p.

### Récits, romans
- 1977 : La Chienne de l’hôtel Tropicana, Montréal : Éditions Cul Q, coll. "Exit", 1977, 40 p.
- 1980 : Travesties-kamikaze, Montréal : Les Herbes rouges, coll. "Lectures en vélocipède", 1980, 150 p., ce livre comprend : La chienne de l’hôtel Tropicana, Androgynes noires et Filles-commandos bandées ; note(s) : comprend des commentaires critiques suscités par l’oeuvre à sa parution. Réimpression en 2019.  (ISBN 2920051059).
- 1982 : Danseuses-mamelouk, préface de Carole David, Montréal : VLB, 1982, 147 p., note(s) : œuvre en prose, réimpression 2020.  (ISBN 2890051544) (br.).
- 1986 : Maîtresses-Cherokees, Montréal : VLB/Pantin : Le Castor astral, « coll. Matin du monde », 1986, 132 p., note(s) : réimpression en 2021.
- 1990 : Les Laides otages, Montréal : VLB, 1990, 164 p., note(s) : réimprimé en 2022.  (ISBN 2890053865) (br.).
- 1993 : La Cobaye, Montréal : VLB, 1993, 113 p.  (ISBN 2-89005-555-8) (br.).
- 1994 : Manon la nuit, manuscrit commencé et laissé inachevé à la mort de Josée Yvon en 1994.

#### Posthume
- 2015 : Pages intimes de ma peau, Josée Yvon, Trois-Rivières : Écrits des Forges, 2015, 153 P., note(s) : réunit La chienne de l’hôtel Tropicana, initialement paru en 1977, Koréphilie (1981) et Filles-missiles (1986), auxquels l’éditeur a ajouté quelques poèmes épars parus à la même l’époque.  (ISBN 9782896452828).

### Autres
- 1989 : Québec Kérouac Blues, Écrits des Forges ; note(s) : son texte paraît aux côtés de ceux d'auteurs européens et américains tels que Pier Vittorio Tondelli, Joy Walsh, Franck Venaille), Allen Ginsberg et Lawrence Ferlinghetti.
- 1994 : Lettres, Herstal (Belgique) : Atelier de l'agneau, « coll. Archives », 1994, 12 p.

### Livres en collaboration
- 1981 : Koréphilie, (poésie), Josée Yvon et Denis Vanier, Trois-Rivières : Écrits des forges, coll. « Radar », 1981, 51 p.  (ISBN 289046041X) (br.)).
- 1983 : Phases critiques, (poésie), Josée Yvon, Denis Vanier, Micheline Gagnon et Serge Grenier, Montréal, Éditions transpercées, 1983, 38 p., note(s) : édition limitée à 100 exemplaires numérotés[22].
- 1984 : L’âme/défigurée, (poésie), Josée Yvon et Denis Vanier, dessins de Normand Demers, Talence (France) : Le Castor astral et Herstal (Belgique) : Atelier de l'agneau, 1984, 42 p., note(s) : Poèmes|L’âme / Denis Vanier - Défigurée / Josée Yvon.  (ISBN 2859200932).
- 1987 : Travaux pratiques - œuvres critiques complètes, (articles publiés), tome 1, Josée Yvon et Denis Vanier, colligé et préfacé de Rémi Ferland, Sainte-Foy : Éditions Rémi Ferland ; Montréal : Éditions transpercées, 1987, note(s) : éditions limitées à 60 exemplaires, regroupe près de 300 articles.

#### Posthume
- 2012 : Lettres à un ami et éditeur, 1986-1998, écrites par Josée Yvon et Denis Vanier, Québec : Éditions Huit, 2012, 193 p., note(s) : édition établie, présentée et annotée par Rémi Ferland.  (ISBN 978-2-921707-26-8).

### Préfaces ou postfaces à des livres
Écrites seule ou avec d’autres.
- 1974 : postface de Josée Yvon à Le clitoris de la fée des étoiles, de Denis Vanier, Montréal : Les Herbes rouges, no 17, 1974, p. 65, qu’elle signe par ailleurs, « Josée Yvon, fée des étoiles »[20].
- 1976 : préface Josée Yvon et Denis Vanier à Le prince de sexamour de Paul Chamberland, Montréal : l’Hexagone, 1976, p. 7-8, note(s)[22].
- 1978 : préface de Josée Yvon et Denis Vanier à Tamtam rouge de Denis Boucher, Montréal : Parti pris, coll. « Paroles », 1978, note(s)[22].

### Théâtre
- 1967 : trois pièces de théâtre écrites pour les spectacles de fin d’année de l’école Secondaire Ste-Anne-Marie : Madame la comtesse est morte ! , Les clés du paradis, Le rire du roi[59],[2].
- 1969 : Invention, pièce de théâtre ayant remporté le Prix des jeunes auteurs de la Nouvelle Compagnie théâtrale et du Centre d’essai des auteurs dramatiques[59].
- 1971 : Ailleurs d’ailleurs, Nouvelle Compagnie Théâtrale[15],[59].
- 1971 : La Narapatite, création collective de l’Atelier de théâtre de l’UQAM[60].
- 1973 : Hé Zop, pièce qu’elle coécrit avec Jacques Berthiaume, Jean-Marc Rochon pour le Théâtre sans Fil (théâtre de marionnettes)[11].
- 1973 : L’opéra des pauvres, pour le Grand Cirque ordinaire[59].
- Etc.

### Quelques parutions dans des périodiques
- 1976 : Pour une autopsie de la mort brutale sans éviction du jour au lendemain, de Josée Yvon, Montréal : éditions Cul-Q, nos 8-9, janvier 1976, p. 53-61[22].
- 1978 : Elle s’exprimait comme une usine en sang, revue Sorcières (France), numéro 14, p. 21-22
- 1980 : Pulsations, de Josée Yvon et coll., Trois-Rivières : Atelier de production littéraire de la Mauricie, 1980, 78 p. : fac-sim. ; 22 cm. note(s) : comprend du texte en anglais,  (ISBN 2920228129)
- 1981 : « Effets secondaires », Hobo-Québec, nos 44-45, printemps-été 1981, p. 4-5. note(s) : un collage fait par Denis Vanier et Josée Yvon se trouve à la page 44 de la revue[22].
- 1982 : La poche des autres, Josée Yvon, revue Le Berdache, Montréal, no 27, pp. 47–50.
- 1983 : Le cuir est sorti des garde-robes, Josée Yvon, revue Sortie, Montréal, no 4, février 1983, p. 38, ill.
- 1983 : Le perçage des corps, Josée Yvon, revue Sortie, Montréal, no 6, avril 1983, pp. 3–4, ill.
- 1983 : Pour le meilleur et pour le pire : Léo Lévesque parle, Josée Yvon, Sortie, Montréal, no 8, juin 1983, p. 3-4, ill. (* 1983 : Denis Vanier, poète offert à la chasse, Josée Yvon, Sortie, Montréal, no 10, septembre 1983, pp. 13–14[22].
- 1984 : Le piano-trompette, Josée Yvon, revue Sortie, Montréal, no 14, janvier 1984, p. 29.
- 1984 : Normand Demers, le seul tatoueur du nouveau village de l’Est, Josée Yvon, revue Sortie, Montréal, no 17, mai 1984, p. 16, ill.
- 1988 : Dieu tous les jours à la fenêtre avec son amant ou Attention aux anges tombés, revue Rampike de Toronto, vol. 6, no 2, p. 57.
- Etc.

## Liste des périodiques auxquels elle a collaboré
Liste non exhaustive tirée du Curriculum vitae rédigé par Josée Yvon, fonds Josée Yvon, BAnQ.

### Québec
- Atelier de production littéraire de la Mauricie (L’) (Trois-Rivières) no 13 - no 16 p. 38
- Bulletin Pantoute
- Cahier d’expression multidisciplinaire
- Cahier du solstice de la Poésie québécoise (Musée Art contemporain)
- Cahier Gelfan
- Cahiers (Montréal)
- Ça s’attrape !! (Montréal)
- Chronique
- Cul Q  (Montréal)
- Dalhousie French Review (Montréal)
- Dérive) (Montréal)
- Dixit (Montréal)
- Éditions Guernica (Montréal)
- Gaz Moutarde (Montréal)
- Hobo-Québec (Montréal)
- Impact
- Inter
- Intervention (Québec)
- La Barre du jour (Montréal)
- La Nouvelle Barre du Jour (Montréal)
- La Vie en rose (Montréal)
- Le Berdache(Montréal)
- Magazine littéraire p. 40; 1978 p. 23
- Mainmise (Montréal)
- Moebius (Montréal)
- Montréal des écrivains (Montréal)
- N’importe quelle route (Québec)
- Phréatique, Poésies plurielles, 1983 p. 41
- Prisme (bandes dessinées) (Montréal)
- Revue Les Herbes Rouges (Montréal)
- Ruptures (Montréal)
- Sortie  (Montréal)
- Spirale  (Montréal)
- Trois (Laval)
- Urgences (Rimouski)
- Virus (Montréal)
- Voltichenko 1986 p. 39
- Etc.

### Europe
- Action poétique (France)
- Alba (France)
- Avant=Futur (France)
- Backside  (France)
- Cavalier seul  (France)
- Dock(s)   (France)
- Foldaan  (France)
- Jungle  (France)
- Kitoko (Belgique)
- L’ivraie  (France)
- La Foire à bras  (France)
- Le Pilon  (France)
- Le Point d’ironie (Allemagne)
- Le spasme de vivre, (Paris, Allemagne)
- Le Sphinx (Allemagne)
- Lieutenant Murnau (Italie)
- Lys Dana (Allemagne)
- Mensuel 25 (Belgique)
- Mot à mot (Belgique)
- Oz-it  (France)
- Photo-montage (Robert Valez)
- Pli  (France)
- Raideur digeste (Belgique)
- Re-gart (France)
- Reg-Art, (France)
- Sexual Desease (Grande-Bretagne)
- Sexuality and Poetry (Grande-Bretagne)
- Si brève l’ivre (Allemagne)
- Sorcières  (France)
- Sphinx (Allemagne)
- Starscrewer  (France)
- Strass Polymorphe  (France)
- Sud (France)
- Texte, Guy Bleus (Belgique)
- Etc.

### Amérique
- Amerus (San Francisco, États-Unis)
- Beatitude (San Francisco, États-Unis)
- Fireweed (Toronto, Canada)
- Plexus (Berkeley, États-Unis)
- Rampike (Toronto, Canada)
- Sisters (Californie, États-Unis)

## Filmographie

### Comédienne et participante
- 1972 : Montréal blues, réalisation Pascal Gélinas, producteur : Jean Dansereau, interprétation : Jocelyn Bérubé, Raymond Cloutier, Paule Baillarsecrétageon, Josée Yvon et coll., Montréal : Ateliers du cinéma québécois (Québec), 1972, 100 min, note(s) : une création collective de / mise en scène de la coopérative du Grand Cirque Ordinaire (Éléphantcinema)---[16]
- 1980 : À vos risques et périls, réalisé par Serge et Jean Gagné, film 16 mm couleurs, 95 min, Les Productions 89, note(s) : Josée Yvon est présente aux côtés de Raoul Duguay, Allen Ginsberg, William Burroughs, Gilbert Langevin, etc. note(s)=c’est le documentaire Une semaine dans la vie de camarades remonté en 1978 pour diffusion à Radio-Québec, terminé en 1980 sous le titre À vos risques et périls[33].
- 1991 : La nuit de la poésie 1991, réalisateurs : Jean-Claude Labrecque et Jean-Pierre Matte, La Nuit de la poésie 1991, Montréal : ONF, 1991, 76 min, note(s) : le film existe en deux versions (une version longue et une version courte) et Josée Yvon apparaît dans la version longue du film.

#### Posthume
- 1998 : "Ton père est un bum", portait de Denis Vanier, réalisateurs : Jean et Serge Gagné, Montréal, Cinéma libre/Les Productions Cogagne/Le Vidéographe, 1997, 83 min, note(s) : elle est présente comme elle-même en voix hors-champ seulement.

### Scénariste
- 1976 : Vanier présente son Show de monstres, coscénario avec Denis Vanier, réal. Charles Binamé, 1974, note(s) : ce film couleur d’une heure, qui se déroule à la Taverne Cherrier, réunissant des loups qui ne sortaient pas souvent de leur tanière, Gilles Groulx, Roger Garceau, Patrick Straram, NOTE(S) : Josée Yvon est aussi photographe de plateau sur cette production[8], film destiné à la série « La vie qu’on mène » à Radio-Québec[14]

## Prix et hommages
Elle a obtenu plusieurs bourses du Conseil des Arts du Canada et du ministère des Affaires culturelles, dont en 1977, 1983-1984 et en 1991. Elle apparaît dans nombres d’anthologies québécoises et étrangères dont dans quelques tomes du "Dictionnaire des œuvres littéraires du Québec".
- 1969 : Prix des jeunes auteurs de la Nouvelle Compagnie théâtrale du Centre d’essais des auteurs dramatiques pour L’Invention.
- 1976 : New Poets: women; an anthology, elle est présente dans cette anthologie[28].
- 1984 : elle apparaît dans l’anthologie Vingt-cinq poètes québécois, 1968-1978, Lucien Francoeur, Montréal, L’Hexagone, 1984, 204 p.  (ISBN 2890063089) (br.).
- 1990 : lors de l’exposition Le tango du Tanguay, Robert Tanguay, le relieur fou, choisit des textes de Josée Yvon et autres pour les relire de façon originale[61].
- 2001 : Grande soirée de la poésie, à la mémoire de Josée Yvon et Denis Vanier dans le cadre du Festival international de poésie de Trois-Rivières, le 6 octobre 2001[62].
- 2012 : Autour de Josée Yvon, colloque organisé par Jonathan Lamy et Catherine Mavrikakis à l’ACFAS en mai[35].
- 2016 : Blues du Centre-Sud : Hommage à Josée Yvon, le 12 septembre 2016 au café de Da, rue Fleury[63].
- 2018 : Soirée hommage à Josée Yvon, le 2 juin 2018, à la Maison de la poésie de Montréal.
- 2019 : La femme la plus dangereuse du Québec, pièce de théâtre créée par Dany Boudreault, Maxime Carbonneau et Sophie Cadieux en hommage à Josée Yvon, note(s) : à partir notamment du fonds Josée Yvon de la BAnQ[64].